# TYPO3
TYPO3 – wolny system zarządzania treścią, dostępny na zasadach licencji GNU General Public License. Napisany w PHP, domyślną bazą danych jest MySQL, ale istnieje możliwość wykorzystania innych systemów bazodanowych.
Ze względu na możliwości uważany także za Content Management Framework. Ma wbudowany parser własnego języka skryptowego TypoScript, napisany, tak jak i cały system, w PHP.
Na TYPO3 bazują strony takich firm i instytucji jak m.in.: Grupy Raben, Uveksu, Lufthansy, Condor Airlines, UNICEF-u, Staatliche Museen zu Berlin, TUI czy Carlsberg Group.
Twórcą TYPO3 jest Kasper Skårhøj (Dania).